# Trà Vinh (Quảng Nam)
Trà Vinh is een xã in het district Nam Trà My, een van de districten in de Vietnamese provincie Quảng Nam. Trà Vinh heeft ruim 1500 inwoners op een oppervlakte van 38,51 km².